# Suchá retenční nádrž N4 Jinonice
Suchá retenční nádrž N4 Jinonice je protipovodňová stavba sloužící k ochraně spodní části Dalejského údolí a Hlubočep. Sypaná zemní hráz nádrže je vysoká 13 metrů a při délce 110 metrů je takto konstruovaná retenční nádrž schopna při povodních pojmout až 115 560  m3 vody (při zatopení plochy 27 270 m2).

## Historie
Nádrž vznikla přehrazením hlubokého údolí Jinonického potoka, který ale vlivem rozsáhlé stavební činnosti především v oblasti svého prameniště přišel o zdroj vody a jehož koryto je dlouhodobě zcela suché. Nádrž byla zbudována mezi léty 1980 až 1984 a je součástí systému pro odvádění dešťových vod z oblasti sídliště Jihozápadního města I. Voda ze sítě dešťových kanalizací značného rozsahu je nejprve sváděna do dešťové usazovací nádrže Jinonice (DUN Jinonice). Ta je umístěna asi 150 metrů vzdušnou čarou severně nad suchou nádrží v nadmořské výšce asi 290 m. V DUN Jinonice dochází k předčištění vody od hrubých nečistot a takto upravená voda následně odtéká zatrubněným vedením přímo do suché retenční nádrže.

## Ochrana přírody
Od roku 2005 je plocha suché retenční nádrže zbavována náletové vegetace s cílem ponechat v lokalitě cenné dřeviny (duby, javory, olše a střemchy) a vytvořit zde travnaté plochy zeleně oživené roztroušenými skupinkami stromů. Zajímavostí této lokality jsou staré duby rostoucí ve svahu pod ulicí Novoveská a staré jasany lemující původní koryto Jinonického potoka.

## Údržba
Na suché retenční nádrži je jednou za měsíc prováděn technickobezpečnostní dohled (prohlídka TBD) a v jeho rámci se provádí i kontrola všech objektů nádrže, pravidelné čištění česlí vtokového objektu i nezbytná údržba zeleně a případný úklid.

## Technická data
- Katastrální území: Praha 5 – Jinonice[1]
- Vodní tok: Jinonický potok[1]
- Číslo hydrologického pořadí (ČHDP): 1 – 12 – 01 – 011[1][4][pozn. 1]
- Typ nádrže: suchá, průtočná[1]
- Účel nádrže: retenční[1]
- Plocha maximální hladiny: 27 270 m2[1]
- Objem nádrže: 115 560 m3[1]
- Typ vzdouvací stavby: sypaná zemní hráz výšky 13 m[1]
- Vlastník: Hlavní město Praha[1]
- Správa: Lesy hlavního města Prahy[1]

## Galerie

Suchá retenční nádrž N4 Jinonice
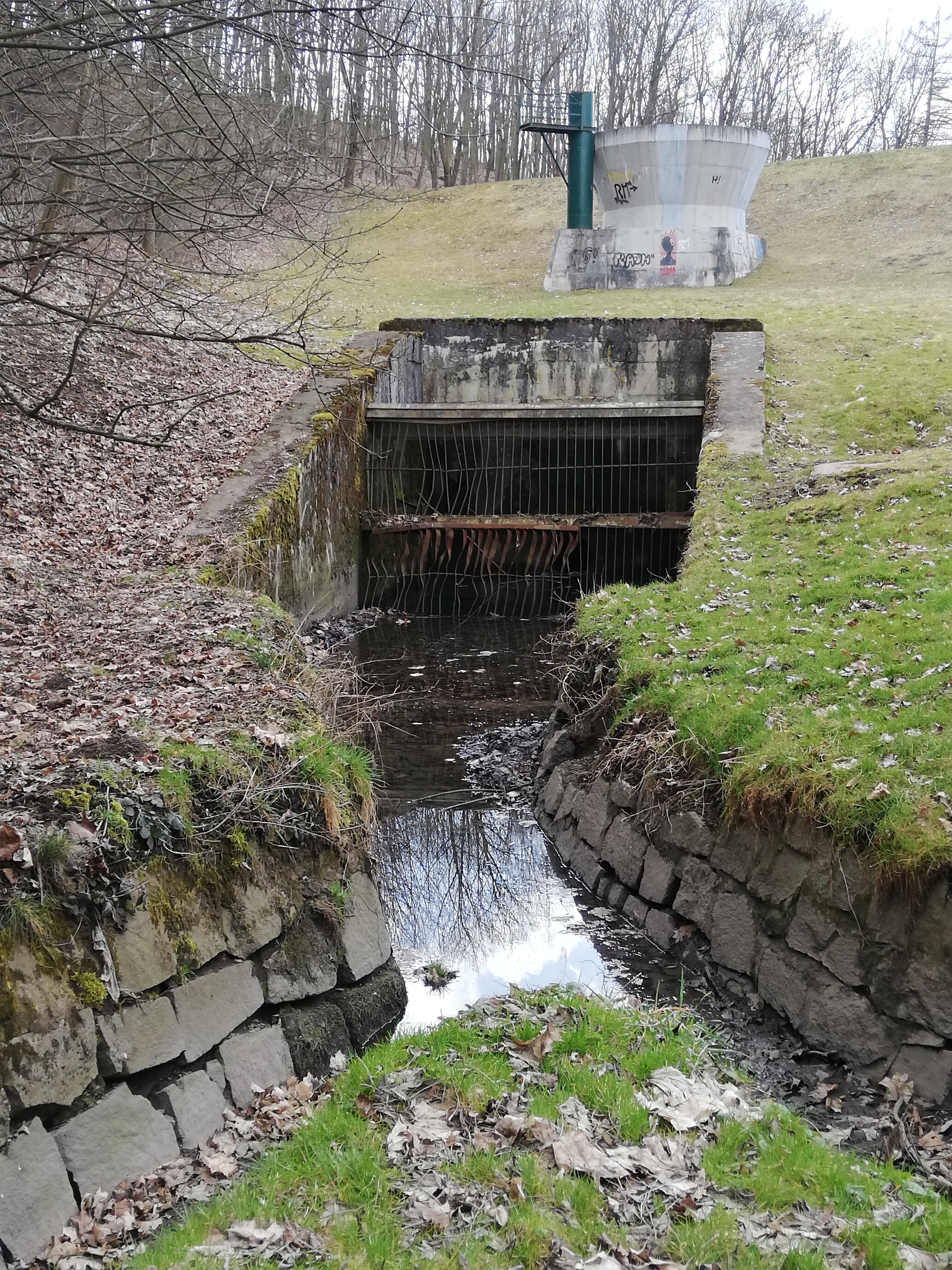
Soutok vyschlého Jinonického potoka (vlevo dole) s výtokovou vodou (vpravo dole) odcházející z dešťové usazovací nádrže Jinonice (DUN Jinonice) těsně pod hrází
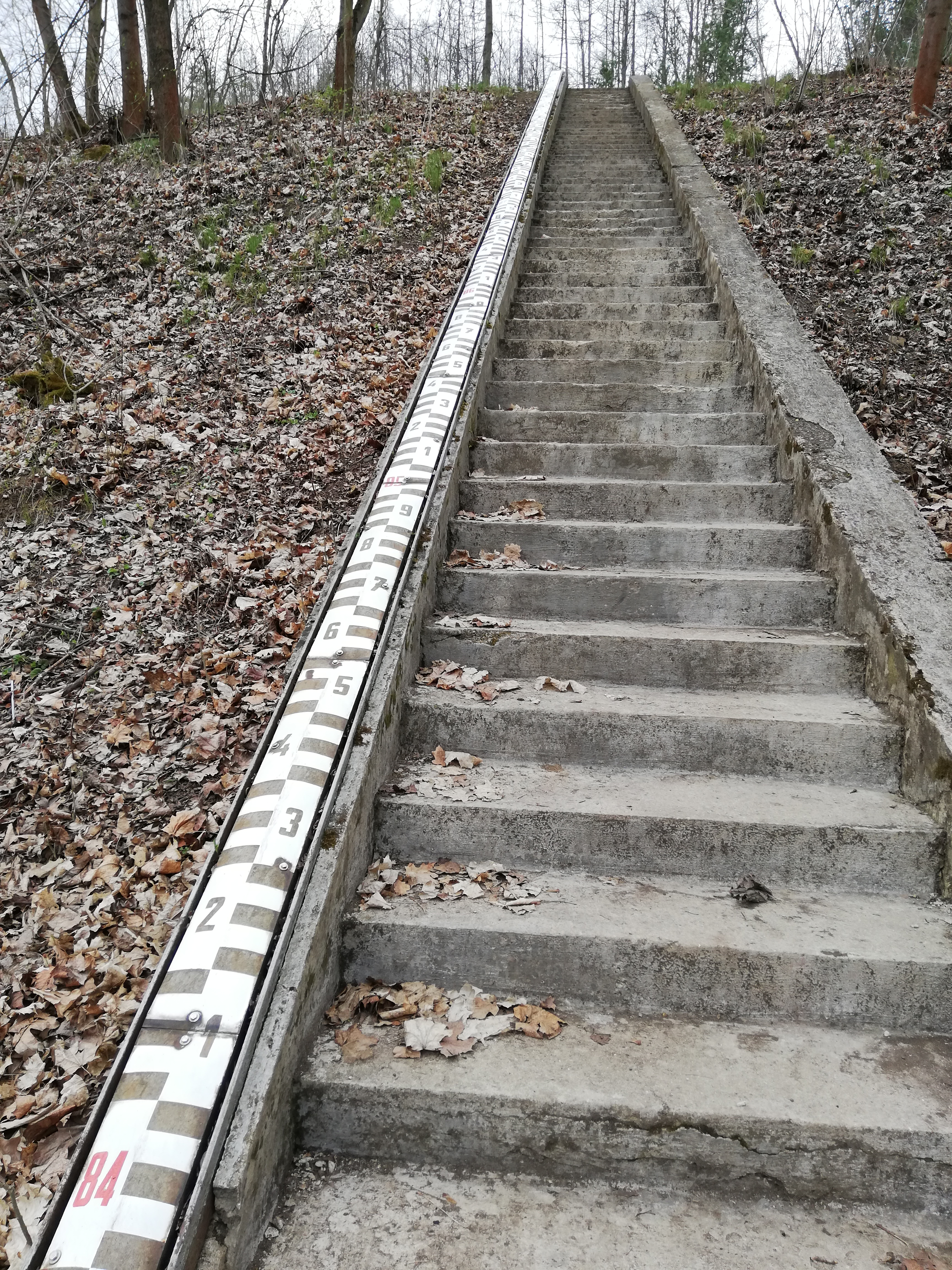
Schodiště vedoucí od ulice Novoveská na dno nádrže, jedna strana schodiště je vybavena pasivním vodoměrným značením
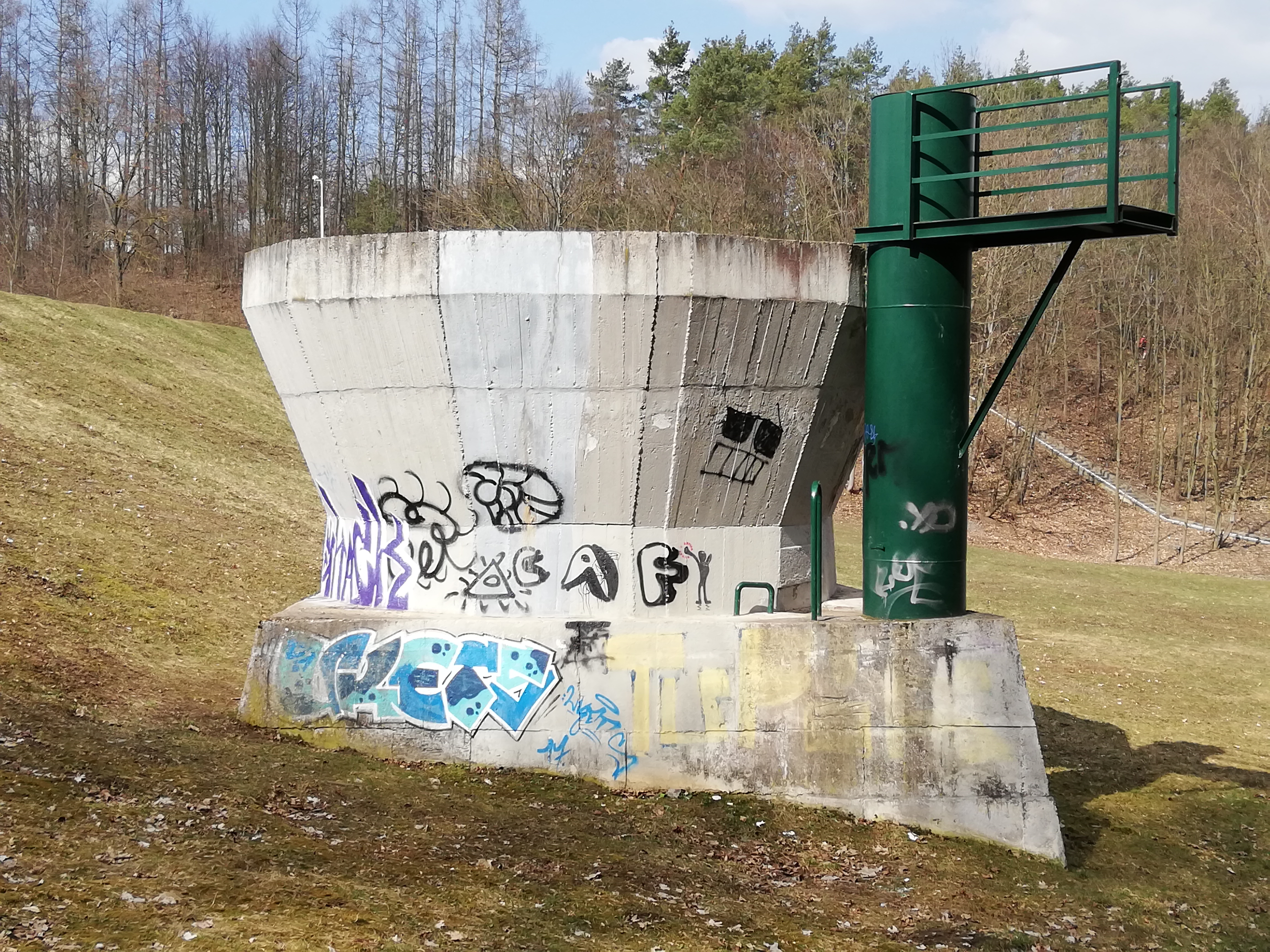
Detail nálevkovitého betonového bezpečnostního přelivu
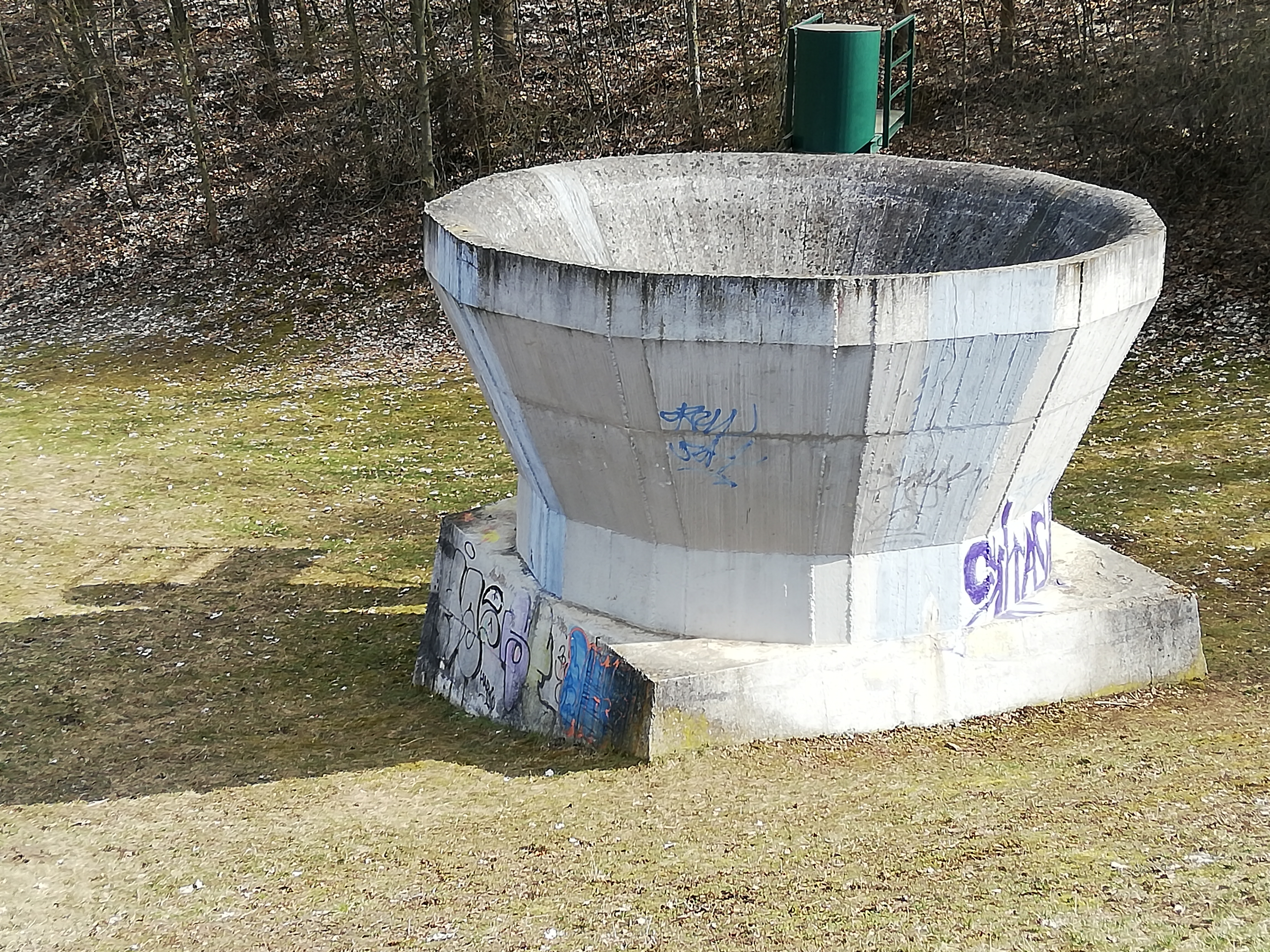
Detail nálevkovitého betonového bezpečnostního přelivu
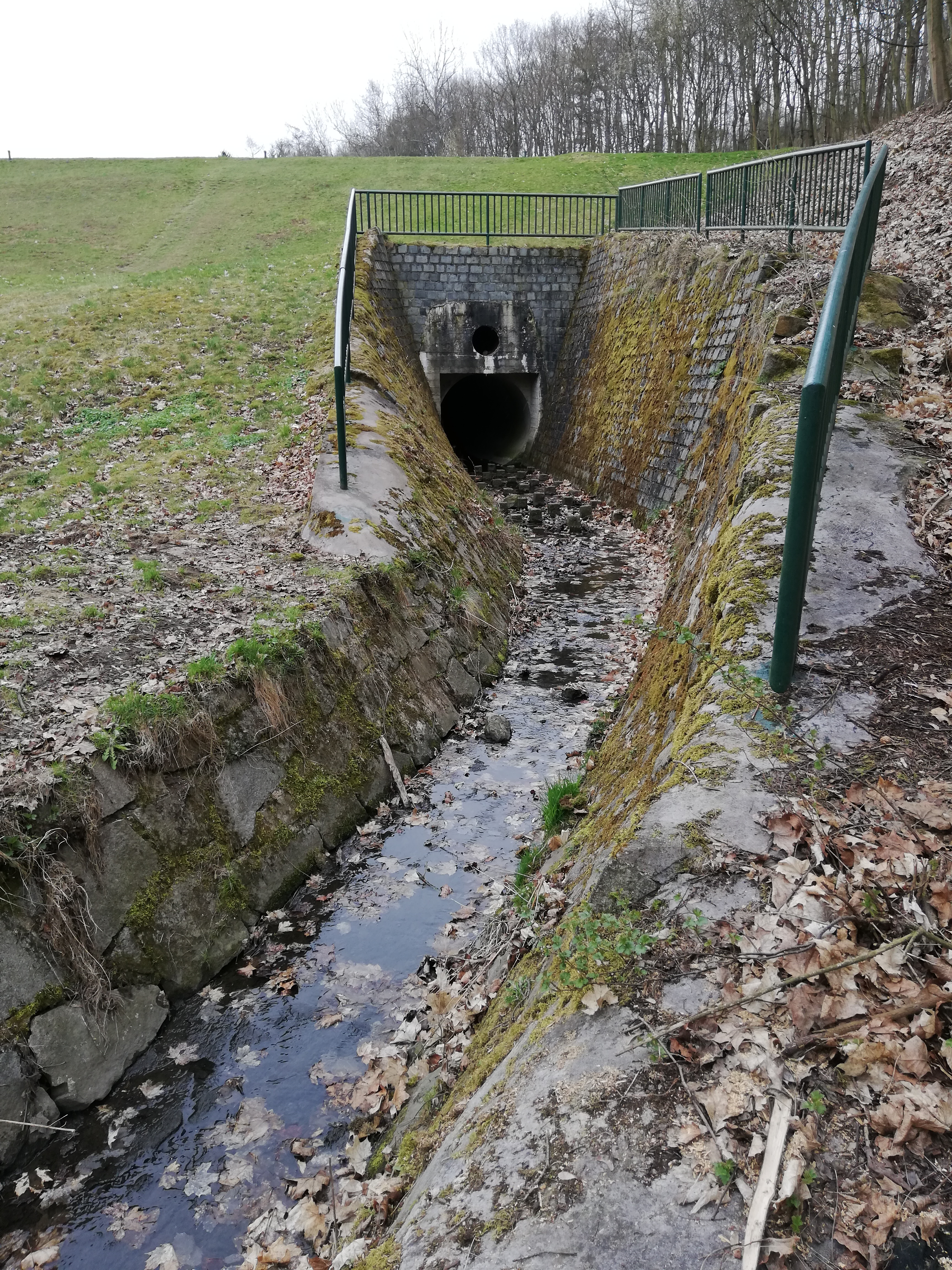
Vyústění šachty vedoucí skrz hliněnou sypanou hráz na straně za nádrží
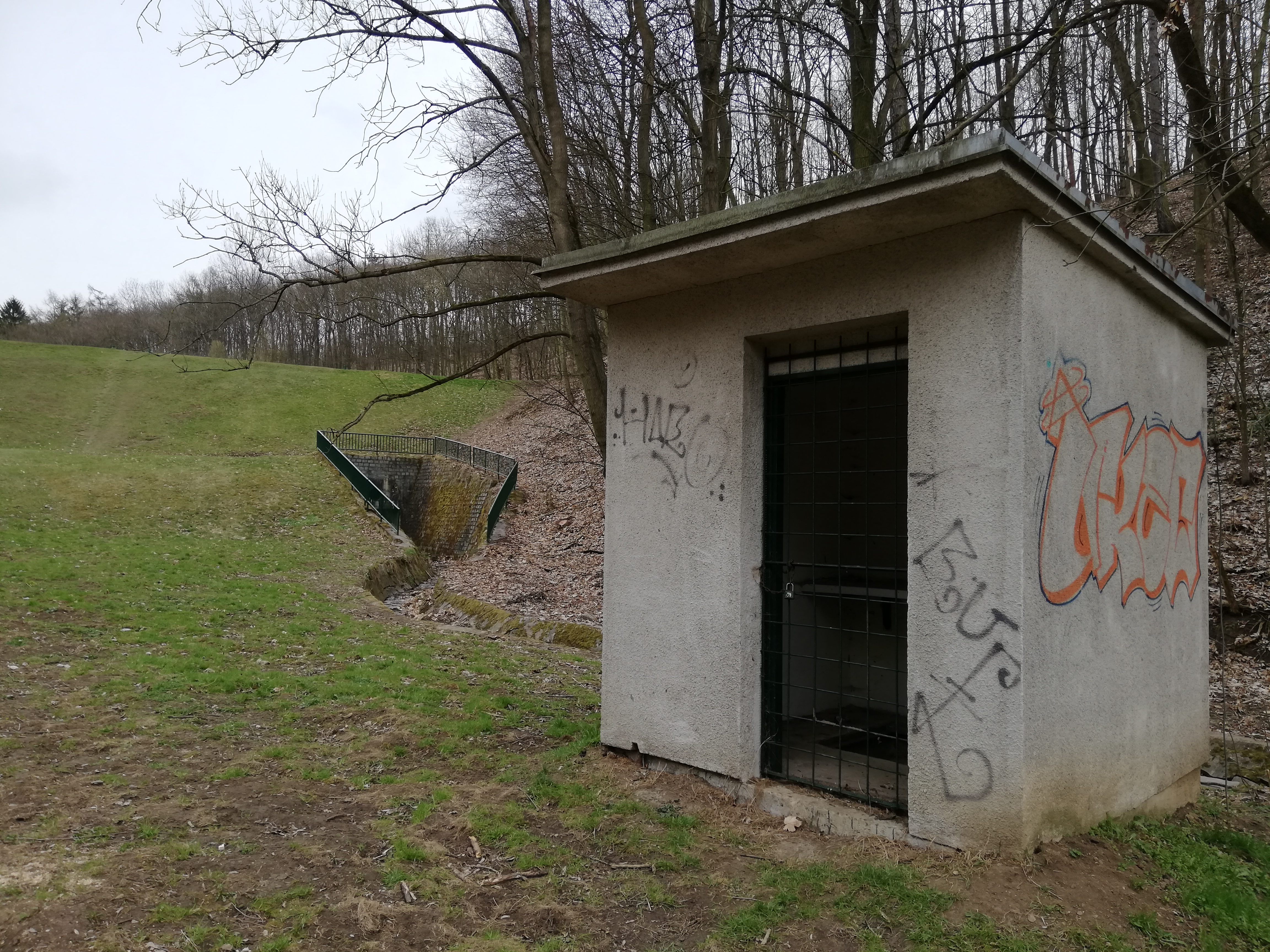
Technologický „domek“ za sypanou hrází na straně za nádrží